# Akrynatryna
Akrynatryna – organiczny związek chemiczny stosowany jako akarycyd i insektycyd.

## Zastosowanie
- do ochrony drewna przed termitami
- do zwalczania szkodników na plantacjach papryki, truskawek itp.
- do zwalczanie warrozy w pszczelarstwie (np. produkowany w Czechach Gabon, w Polsce niedopuszczony do użycia).